# مونروویا (آلاباما)
مونروویا (به انگلیسی: Monrovia) یک منطقهٔ مسکونی در ایالات متحده آمریکا است که در آلاباما واقع شده‌است. مونروویا ۲۲۸ متر بالاتر از سطح دریا واقع شده‌است.